# NGC 5061
NGC 5061 est une vaste galaxie elliptique située dans la constellation de l'Hydre. Sa vitesse par rapport au fond diffus cosmologique est de 2 383 ± 28 km/s, ce qui correspond à une distance de Hubble de 35,1 ± 2,5 Mpc (∼114 millions d'al). NGC 5061 a été découverte par l'astronome germano-britannique William Herschel en 1786.
À ce jour, 25 mesures non basées sur le décalage vers le rouge (redshift) donnent une distance de 24,080 ± 5,154 Mpc (∼78,5 millions d'al), ce qui est à l'extérieur des valeurs de la distance de Hubble.Puisque cette galaxie est relativement rapprochée du Groupe local, cette distance est peut-être plus près de sa distance réelle que la distance de Hubble. Notons cependant que c'est avec la valeur moyenne des mesures indépendantes, lorsqu'elles existent, que la base de données NASA/IPAC calcule le diamètre d'une galaxie et qu'en conséquence le diamètre de NGC 5061 pourrait être d'environ 79,7 kpc (∼260 000 al) si on utilisait la distance de Hubble pour le calculer.

## Supernova
La supernova SN 2005cn a été découverte dans NGC 5061 19 juin 2005 par une équipe brésilienne d'astronomes amateurs (BRASS), dont C. Colesanti, E. Pimentel, et T. Napoleao. Cette supernova était de type Ia.

## Groupe de NGC 5061
NGC 5061 est une galaxie brillante dans le domaine des rayons X et elle est la galaxie la plus brillante d'un groupe qui porte son nom. Selon un article publié par Sengupta et Balasubramanyam en 2006, le groupe de NGC 5061 compte au moins 10 galaxies qui brillent dans le domaine des rayons X. Les neuf autres galaxies sont  NGC 5078, ESO 508-39, IC 879, IC 874, NGC 5101, ESO 508-51, IC 4231, ES0 508-59 et ESI 508-34.
Ce même groupe est aussi mentionné dans un article publié par A.M. Garcia en 1993 et il comprend aussi 10 galaxies, mais ESO 508-59 ne fait pas partie de la lise et la galaxie NGC 5085 y apparait. Cette dernière ne brille pas dans le domaine des rayons X. En ajoutant cette galaxie à la liste de Sengupta et Balasubramanyam, on obtient un groupe de 11 galaxies.